# Hostašovice
Hostašovice jsou obec v okrese Nový Jičín v Moravskoslezském kraji, na úpatí Moravskoslezských Beskyd, na spojnici mezi Valašským Meziříčím a okresním městem Novým Jičínem. Žije zde 783 obyvatel.

## Historie
Vznik Hostašovic se datuje okolo roku 1249, kdy se podle pověsti ptáčník Hostaša, jako strážce tvrze Hradisko patřící ke Starojickému hradu, usídlil u zdejšího Hrázkového potoka. Vznikla osada, později lesní ves, která patřila ke Starojickému panství. V roce 1749 povýšili správci Starojického panství lesní ves v samostatnou obec Hostašovice s právem pečeti mající ve znaku zkřížené hrabě a cep.
Samostatná obec žila svým životem až do 1. ledna 1979, kdy se stala součástí Nového Jičína. Samostatnou obcí se Hostašovice opět staly 23. listopadu 1990.

## Obyvatelstvo

Věková struktura obyvatel obce Hostašovice roku 2011
Rodinný stav obyvatel obce Hostašovice roku 2011
Vzdělání obyvatel obce Hostašovice roku 2011

## Zajímavosti v obci a okolí
- Již od konce 18. století je jméno Hostašovice neodlučně spjato s pěstováním pohanky a zejména jejím zpracováním na pohanskou kaši.Pohanka se tu mele dodnes a přicházejí si ji koupit lidé i ze vzdálenějšího okolí.
- V roce 1981 byl při výkopu jámy na vápno na parcele domu č. 182 nalezen mincový poklad ve dvou keramických nádobách. Poklad obsahoval celkem 336 kusů různých stříbrných mincí z konce 17. století a je dnes uložen ve slezském muzeu.
- U obce se nachází přírodní památka Prameny Zrzávky, kde vedle sebe vyvěrají dva prameny s odlišnou vodou.
- Územím obce probíhá hlavní evropské rozvodí. Voda z Hrázkového potoka, Zrzávky a Bílého potoka odtéká do Baltického moře, Srní potok a potok Široká naopak odvádějí vodu směrem do Černého moře. Kuriozitou je stodola č. p. 23, z jejíž každé opačné strany střechy odtéká voda do jiného moře.
- Další zajímavostí je studánka Jaštěrka na kopci Trojačka. Její pramen se po několika metrech rozdvojuje do dvou ramen, z nichž každé odvádí vodu do jiného moře. Tomuto zajímavému zeměpisnému jevu se říká bifurkace.
- Jižně od obce se nachází přírodní památka Domorazské louky.

## Galerie

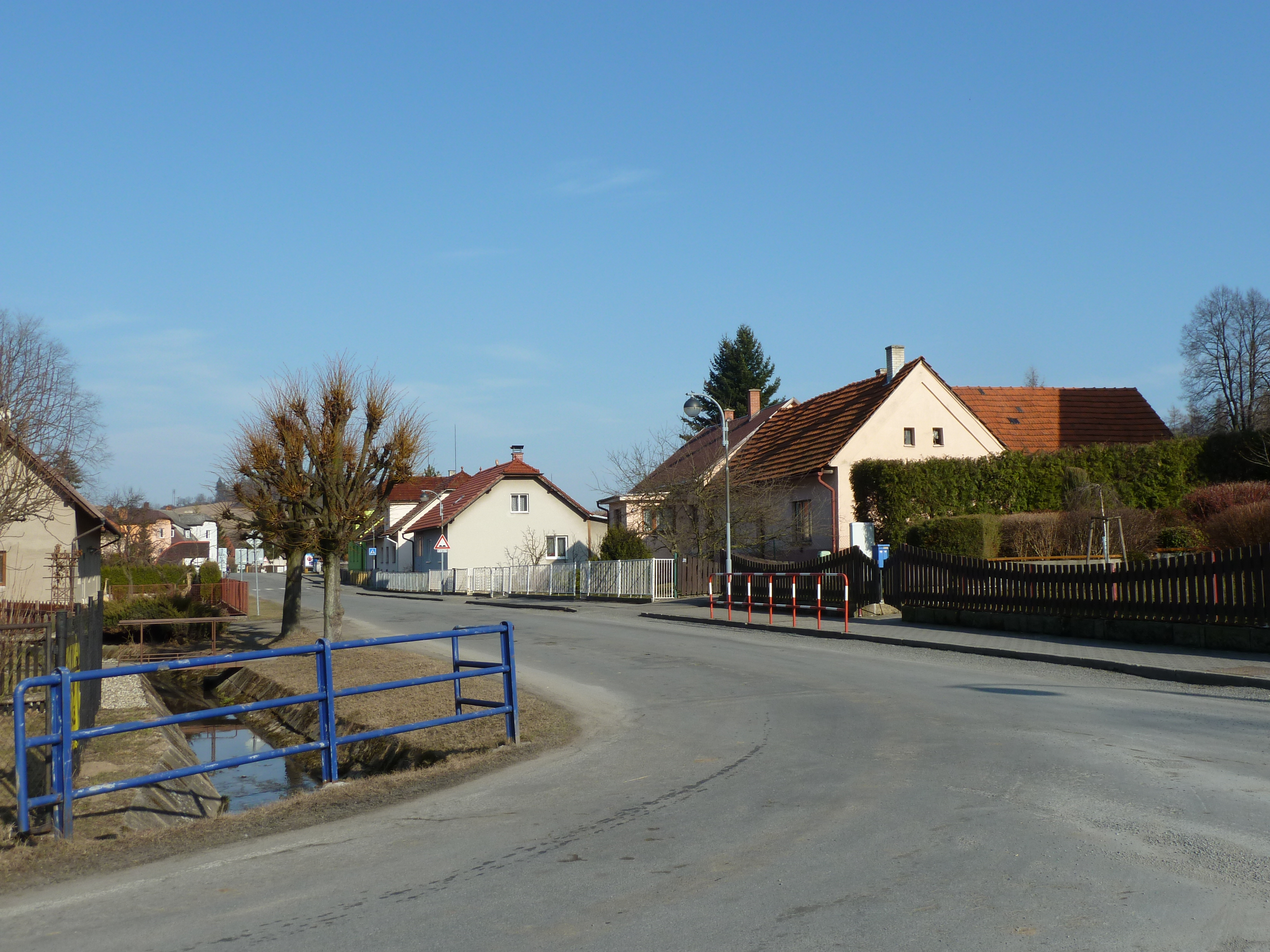
Křižovatka při příjezdu ze Straníka
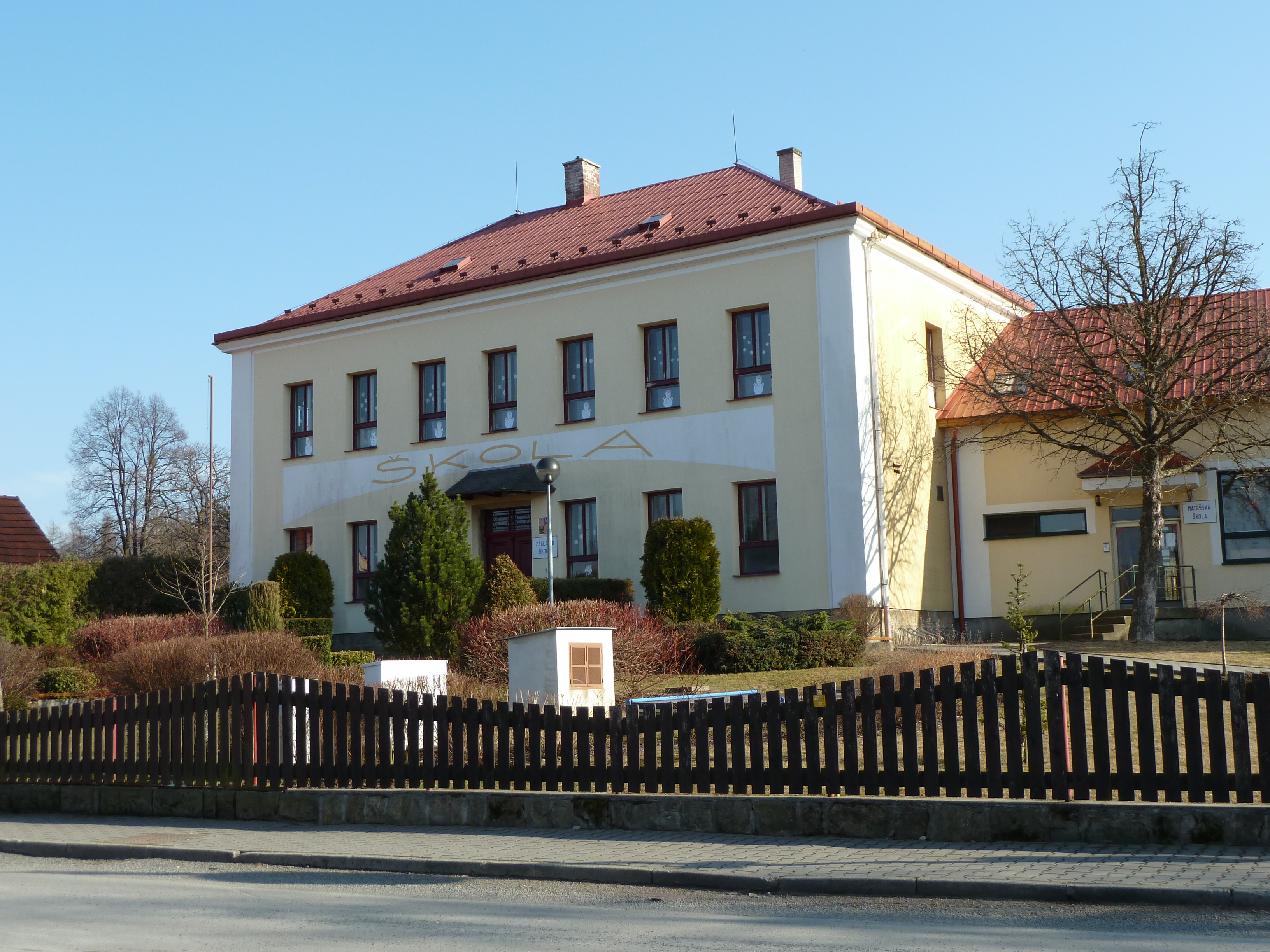
Místní škola
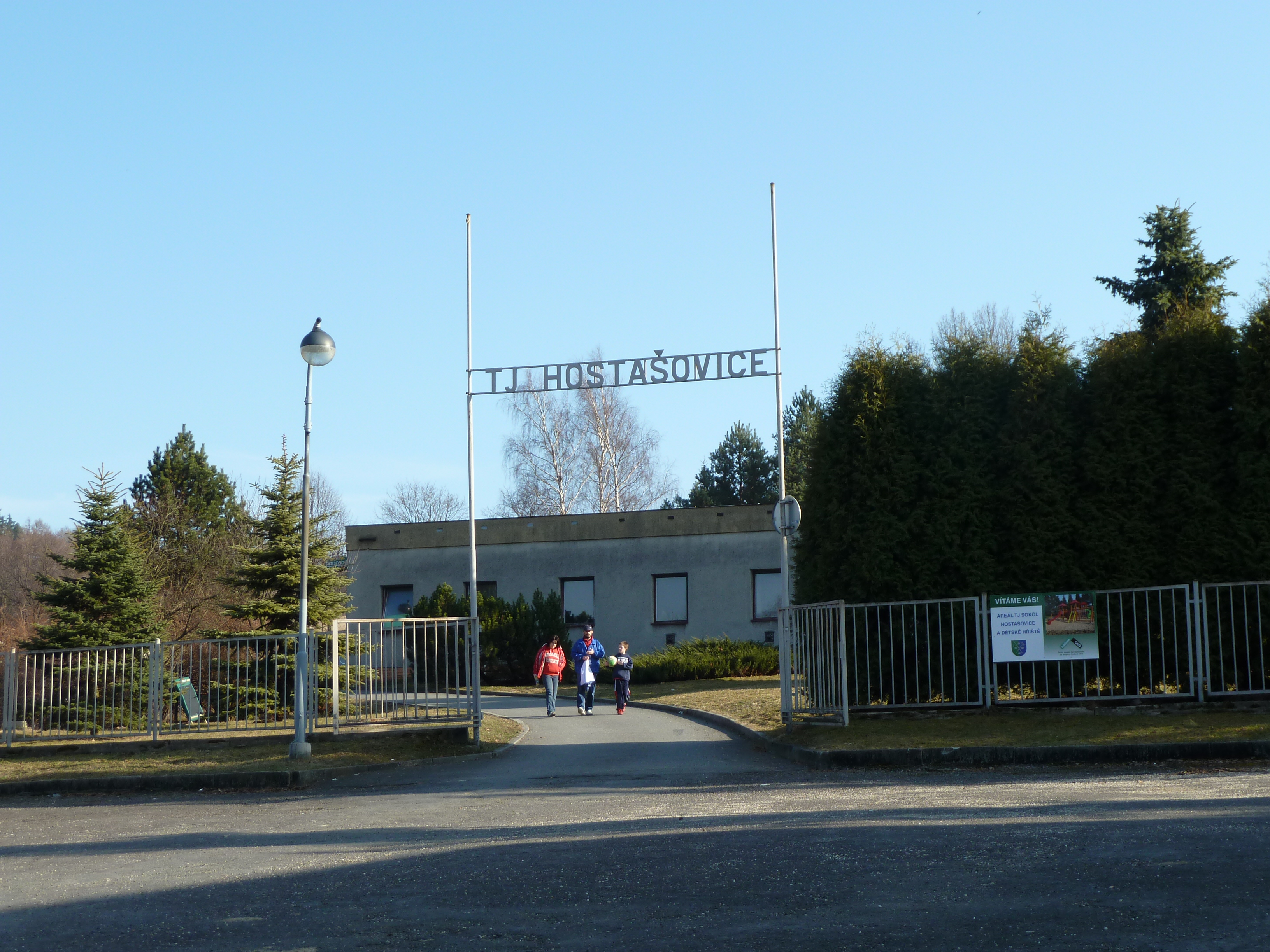
Tělovýchovná jednota Hostašovice
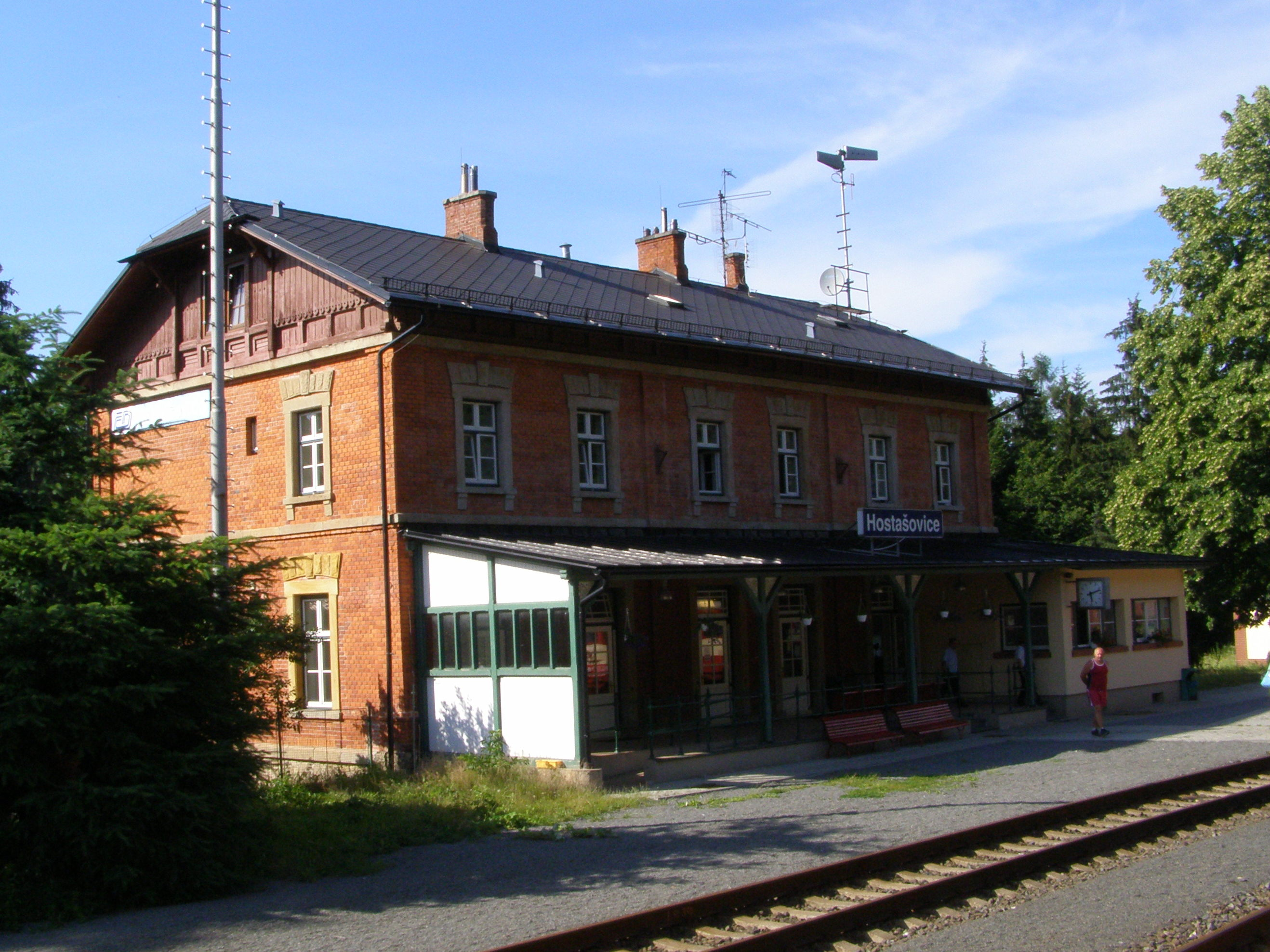
Železniční stanice